# Ozodicera (Ozodicera) bispinifer
Ozodicera (Ozodicera) bispinifer is een tweevleugelige uit de familie langpootmuggen (Tipulidae). De soort komt voor in het Neotropisch gebied.